# 天草飛行場
天草飛行場（日语：／ Amakusa hikōjō */?）是位於日本熊本縣天草市的飛行場。當地人常稱之為天草機場。

## 歷史
- 1982年9月6日：熊本縣知事在例行記者會上宣佈計劃在天草地方設置小型機場。
- 1990年12月26日：運輸大臣核准設置天草機場。
- 1992年：開工。
- 2000年3月23日：開始啟用天草飛行場。

## 航空管制
- 天草飛行服務 130.775MHz

## 航空公司與航點
| 航空公司 | 目的地                          |
| -------- | ------------------------------- |
| 天草航空 | 大阪/伊丹（經熊本）、熊本、福岡 |

## 外部連結
- 天草飛行場 （页面存档备份，存于）（日語）